# Nicolás Vigneri
Nicolás Ignacio Vigneri Cetrulo[carece de fontes?] (Montevidéu, 6 de julho de 1983) é um futebolista uruguaio que atua como atacante. Atualmente, joga pelo Emelec.

## Títulos
Nacional
- Campeonato Uruguaio: 2010–11